# 112 (številka za klic v sili)
112 je skupna evropska številka za klic v sili. Klic je brezplačen tako s stacionarnih kot tudi mobilnih telefonov, uporaba omrežnih številk za dosego lokalnih centrov za obveščanje, ni potrebna.
Zloraba številke 112 je, tako kot zloraba drugih številk za klic v sili, kazniva v večini držav. 
V Sloveniji za številko 112 skrbi Uprava RS za zaščito in reševanje (URSZR), ki je članica Evropskega združenja številke 112 za klic v sili (The European Emergency Number Association - EENA). Ta z namenom izboljšanja storitev klicnih centrov 112, vsako leto organizira konferenco. Leta 2018 je konferenca potekala v Ljubljani .

## Države
Številko 112 lahko uporabljamo v vseh 28 članicah Evropske unije pa tudi v nekaterih drugih državah, kot so Islandija, Norveška, Švica, Turčija, Ukrajina.  Tudi v ZDA in Kanadi se klic na številko 112 nemudoma preusmeri na klicne centre policije, reševalcev ali gasilcev. Številko 112 poznajo tudi v nekaterih južnoameriških državah, na primer v Kostariki, v uporabi pa je tudi v pacifiških državah – na primer na Vanuatu in Novi Zelandiji.
V nekaterih državah EU so lahko še vedno veljavne tudi druge, nacionalne številke za klic v sili.
V nekaterih državah so klicni centri 112 usposobljeni za obravnavo klicev v več tujih jezikih.

## Posebne lastnosti številke 112 pri uporabi mobilnega telefona
Klic v sili ima prednost. Pri preobremenitvah mobilnega omrežja bo za klic v sili uporabljena prva prosta povezava. Če je mobilni telefon zunaj dosega operaterja SIM kartice in je na ekranu izpisano sporočilo samo klic v sili, se bo klic v sili vzpostavil preko omrežja drugega ponudnika mobilne telefonije.
Klic v sili 112 se lahko opravi kljub prazni predplačniški kartici.
V EU naj bi mobilni telefoni omogočali klic na številko 112  brez odklepanja mobilnega telefona in vpisovanja PIN-kode.
Da bi se izognili zlorabam, v nekaterih državah (kot so Belgija, Italija, Romunija, Švica, Velika Britanija, Ciper in Nemčija) klica v sili ni mogoče vzpostaviti z mobilnim telefonom brez delujoče SIM kartice.

## Prikaz lokacije klicatelja na številko 112
V primeru nujnega dogodka je natančna lokacija klicatelja ključnega pomena. Le tako lahko enote prve pomoči hitro posredujejo in nudijo pomoč.
Ko oseba na številko 112 kliče iz stacionarnega telefona, se lokacija klicatelja prikaže na geografski karti v informacijskem sistemu. V primeru, ko obstaja podrobna podatkovna zbirka, operater v klicnem centru vidi točno lokacijo, iz katere prihaja stacionarni klic.
Ko oseba na številko 112 kliče iz pametnega telefona, se lokacija klicatelja sestavi na podlagi jakosti signala baznih postaj, znotraj katerih se klicatelj giblje. V tem primeru je lokacija klicatelja na geografski karti označena kot območje in v večini primerov ni zadovoljiva za hitro posredovanje. Zato je prišlo do razvoja tehnologije AML (ang."Advanced Mobile Location"), ki smo jo v Sloveniji začeli uporabljati med prvimi na svetu.
Tehnologija AML deluje na način, da pametni telefon ob klicu na številko 112, poleg vzpostavitve glasovnega kanala za pogovor z operaterjem, posreduje tudi kratko sporočilo. Ta vsebuje natančno lokacijo klicatelja in se sestavi na podlagi jakosti baznih postaj, brezžičnih omrežij v okolici klicatelja, in signala GPS. V tem primeru je lokacija dovolj natančna za hitro posredovanje.

## Dan enotne evropske številke za klic v sili 112
Leta 2007 je Evropski parlament prišel do spoznanja, da je premalo ljudi seznanjenih s številko za klic v sili 112. Leta 2008 je v povprečju samo 22% državljanov EU poznalo številko in njeno uporabnost . Za boljšo osveščenost so Evropska komisija, Evropski parlament in Svet Evropske unije leta 2009 sprejeli tripartitno resolucijo, s katero so proglasili 11 februar za Evropski dan 112 . Ta dan je namenjen izvajanju aktivnosti, ki prispevajo k osveščenosti  in pravilni uporabi evropske številke za klic v sili 112. Leta 2013 je bilo že 27% Državljanov EU seznanjenih z vseevropsko uporabljivostjo številke 112. V Sloveniji je ta odstotek znašal 30% (ob spremenjenem vprašalniku!) .

## Zgodovina
Enotno številko za klic v sili 112 je na predlog Evropske komisije leta 1991 sprejel Ministrski svet Evropske unije. Od takrat se je številka 112 nadalje utrdila  preko zakonodajnih postopkov.

## 112 kot evropski simbol
Evropska številka za klic v sili ima več združevalnih funkcij. Številka 112 na edinstven način združuje policijo, reševalce in gasilce  iz vse Evrope in s tem poenostavlja dostop do njihovih storitev – v nekaterih državah celo preko skupnih 112 centrov za obveščanje.
Enotna številka za klic v sili 112 združuje vse reševalne organizacije v EU in je simbol evropske kulture pomoči. Z vedno širšo prepoznavnostjo številke 112, kot enotne evropske številke za klic v sili, je postala 112 tudi simbol Evropske Unije.
Dne 15.12.2020 je Evropska komisija objavila dokument  o učinkovitosti enotne številke za klic v sili 112.